# Luftwaffenhelfer
Luftwaffenhelfer ("personale di supporto alla Luftwaffe") o anche comunemente Flakhelfer è il termine utilizzato per indicare gli studenti tedeschi utilizzati come soldati bambini durante la seconda guerra mondiale.
Il programma Luftwaffenhelfer fu l'implementazione dell'ordine di "Utilizzazione dei giovani per supportare lo sforzo di guerra delle forze aeree" (Kriegshilfseinsatz der Jugend bei der Luftwaffe) emesso il 22 gennaio 1943.
L'ordine chiedeva l'arruolamento di intere classi scolastiche maschili di studenti nati nel 1926 e 1927, in un corpo militare supervisionato da personale della Gioventù hitleriana e della Luftwaffe. L'arruolamento venne successivamente esteso per includere i nati nel 1928 e 1929. L'ordine prevedeva un indottrinamento ideologico da parte della Gioventù hitleriana, doveri militari e una continuazione limitata del normale curriculum scolastico, spesso tenuto dagli insegnanti originali.
Mentre il termine ufficiale era Luftwaffenhelfer (HJ), il termine più comunemente usato era Flakhelfer ("supporto antiaereo"). I nati del 1926-1927 sono comunemente indicati come "generazione-Flakhelfer".

## Membri famosi
- Peter Alexander
- Hans-Dietrich Genscher
- Günter Grass
- Jürgen Habermas
- Dieter Hildebrandt
- Helmut Kohl
- Niklas Luhmann
- Joseph Aloisius Ratzinger (Papa Benedetto XVI)
- Manfred Rommel (figlio di Erwin Rommel e sindaco di Stoccarda)
- Walter Sedlmayr
- Herbert Smagon
- Wilhelm Volkert
- Paul Wunderlich